# Mitrodetus vestitus
Mitrodetus vestitus är en tvåvingeart som beskrevs av Artigas och Ricardo L. Palma 1979. Mitrodetus vestitus ingår i släktet Mitrodetus och familjen Mydidae. Inga underarter finns listade i Catalogue of Life.